# Í
Cette page contient des caractères spéciaux ou non latins. S’ils s’affichent mal (▯, ?, etc.), consultez la page d’aide Unicode.
À ne pas confondre avec la lettre latine i sans point accent aigu ‹ Í, ı́ ›, la lettre cyrillique i ukrainien accent aigu ‹ І́, і́ ›.
Í (minuscule : í, ou i̇́ dans certains dictionnaires lituaniens), appelé I accent aigu, est un graphème utilisé dans les alphabets de l’asturien, du bafia, du bassa, du catalan, de l'espagnol, du gallois, du galicien, du danois, du douala, du diola-fogny, de l’éwé, de l’ewondo, du féroïen, du frison occidental, du gascon, du hongrois, de l’irlandais, de l’islandais, du kako, du kwasio, du lakota, du lingala, du lituanien, du luba-katanga, du maa, du néerlandais, du ngiemboon, du ngomba, du pidgin nigérian, du portugais, du rangi, du sena, du slovaque, du tatar, du tchèque, du vietnamien, du yoruba. Il s’agit de la lettre I diacritée d'un accent aigu.

## Utilisation
En français, ‹ í › est uniquement utilisé dans certains mots d’emprunt et n’est pas traditionnellement considéré comme faisant partie de l’alphabet.

À gauche, I accent aigu tel que présenté dans certains dictionnaires lituaniens.

- Féroïen : ‹ í › représente la diphtongue /ʊi/.
- Hongrois, islandais, slovaque, tchèque : ‹ í › représente un i long /i/.
- Lituanien : le I ‹ I, i › peut être combiné avec un accent aigu indiquant une syllabe tonique, et celui-ci conserve son point en chef en bas de casse : ‹ Í, i̇́ dans certains dictionnaires[1].
- Portugais : l’accent aigu indique l’accent tonique.
- Tatar : ‹ í › représente la diphtongue /ɨɪ/.
- Espagnol: la présence (ou l'absence) de l'accent aigu indique où se trouve l'accent tonique dans le mot. Par exemple, dans les verbes à l'imparfait : "bebía" à la 1re et à la 3e personne du singulier du verbe beber (boire).
- Occitan et catalan : l'accent aigu indique la place de l'accent tonique ou permet d'indiquer qu'une diphtongue doit être coupée. Par exemple : país /pais/ et non /pajs/.

### Langues à tons
Dans plusieurs langues tonales le ‹ í › représente le même son que le ‹ i › et l’accent aigu indique le ton haut. Mais il y a d’autres utilisations :
- Vietnamien : ‹ í › représente le ton haut montant de ‹ i ›.
- Hanyu pinyin : ‹ í › indique le ton montant de ‹ i ›

## Représentations informatiques
Le I accent aigu peut être représenté avec les caractères Unicode suivants :
- précomposé (supplément Latin-1) :

| forme     | représentation | chaîne de caractères | point de code | description                           |
| --------- | -------------- | -------------------- | ------------- | ------------------------------------- |
| capitale  | Í              | Í                    | U+00CD        | lettre majuscule latine i accent aigu |
| minuscule | í              | í                    | U+00ED        | lettre minuscule latine i accent aigu |

- décomposé (latin de base, diacritiques) :

| forme                 | représentation | chaîne de caractères | point de code        | description                                                                 |
| --------------------- | -------------- | -------------------- | -------------------- | --------------------------------------------------------------------------- |
| capitale              | Í              | I◌́                   | U+0049 U+0301        | lettre majuscule latine i diacritique accent aigu                           |
| minuscule             | í              | i◌́                   | U+0069 U+0301        | lettre minuscule latine i diacritique accent aigu                           |
| minuscule lituanienne | i̇́              | i◌̇◌́                  | U+0069 U+0307 U+0301 | lettre minuscule latine i diacritique point en chef diacritique accent aigu |

Il peut aussi être représenté avec des anciens codages :
- ISO/CEI 8859-1, 2, 3, 4, 9, 10, 14, 15 et 16 :
  - capitale Í : CD
  - minuscule í : ED

Il peut aussi être représenté avec des entités HTML :
- capitale Í : Í
- minuscule í : í